# Koordinatenebene

Die Koordinatenebene im zweidimensionalen Raum

Als Koordinatenebene bezeichnet man in der analytischen Geometrie eine Ebene, in der zwei Koordinatenachsen liegen. In zwei Dimensionen entspricht die Koordinatenebene der euklidischen Ebene und damit der Grundfläche eines kartesischen Koordinatensystems. Im dreidimensionalen Raum gibt es drei Koordinatenebenen: die xy-Ebene, die xz-Ebene und die yz-Ebene.

## Analytische Geometrie

### Bezeichnungen

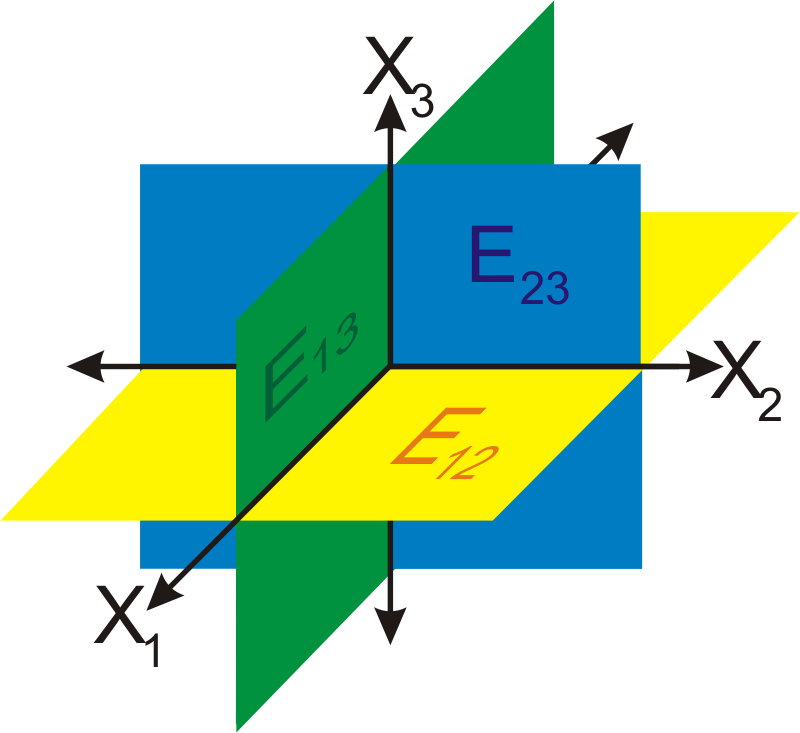
Die drei Koordinatenebenen im dreidimensionalen Raum

Im Folgenden werden die drei Koordinatenachsen des dreidimensionalen Raums {\displaystyle \mathbb {R} ^{3}} mit {\displaystyle x_{1}}, {\displaystyle x_{2}} und {\displaystyle x_{3}} bezeichnet. Die drei Koordinatenebenen werden häufig mit den Buchstaben {\displaystyle E} gekennzeichnet, der mit zwei Indizes versehen wird:
- Die {\displaystyle x_{1}x_{2}}-Ebene {\displaystyle E_{12}} ist die Menge aller Punkte {\displaystyle (x_{1},x_{2},0)},
- die {\displaystyle x_{1}x_{3}}-Ebene {\displaystyle E_{13}} ist die Menge aller Punkte {\displaystyle (x_{1},0,x_{3})},
- die {\displaystyle x_{2}x_{3}}-Ebene {\displaystyle E_{23}} ist die Menge aller Punkte {\displaystyle (0,x_{2},x_{3})},

wobei {\displaystyle x_{1},x_{2},x_{3}}jeweils beliebige reelle Zahlen sind.
Durch die drei Koordinatenebenen wird der dreidimensionale Raum in acht Oktanten zerlegt. Der Schnitt zweier Koordinatenebenen ergibt eine Koordinatenachse, der Schnitt aller drei Koordinatenebenen den Koordinatenursprung.

### Ebenengleichungen
Die drei Koordinatenebenen werden durch die folgenden Ebenengleichungen charakterisiert:
| Koordinatenebene       | Koordinatenform         | Normalenform                                     | Parameterform                                                  | Achsenabschnittsform |
| ---------------------- | ----------------------- | ------------------------------------------------ | -------------------------------------------------------------- | -------------------- |
| {\displaystyle E_{12}} | {\displaystyle x_{3}=0} | {\displaystyle {\vec {e}}_{3}\cdot {\vec {x}}=0} | {\displaystyle {\vec {x}}=s\,{\vec {e}}_{1}+t\,{\vec {e}}_{2}} | nicht definiert      |
| {\displaystyle E_{13}} | {\displaystyle x_{2}=0} | {\displaystyle {\vec {e}}_{2}\cdot {\vec {x}}=0} | {\displaystyle {\vec {x}}=s\,{\vec {e}}_{1}+t\,{\vec {e}}_{3}} | nicht definiert      |
| {\displaystyle E_{23}} | {\displaystyle x_{1}=0} | {\displaystyle {\vec {e}}_{1}\cdot {\vec {x}}=0} | {\displaystyle {\vec {x}}=s\,{\vec {e}}_{2}+t\,{\vec {e}}_{3}} | nicht definiert      |

Hierbei sind {\displaystyle {\vec {x}}=(x_{1},x_{2},x_{3})\in \mathbb {R} ^{3}} ein Punkt der jeweiligen Ebene, {\displaystyle {\vec {e}}_{1},{\vec {e}}_{2},{\vec {e}}_{3}}kanonische Einheitsvektoren, {\displaystyle {\vec {x}}\cdot {\vec {y}}} das Skalarprodukt der Vektoren {\displaystyle {\vec {x}}} und {\displaystyle {\vec {y}}} sowie {\displaystyle s} und {\displaystyle t} reelle Zahlen.

## Darstellende Geometrie
In der darstellenden Geometrie entsprechen die drei Koordinatenebenen häufig der Grundrissebene, der Aufrissebene und der Kreuzrissebene.

## Synthetische Geometrie
In der synthetischen Geometrie wird eine affine oder projektive Ebene, der als  Koordinatenbereich eine Menge mit einer bestimmten algebraischen Struktur (ein Ternärkörper, Quasikörper, Alternativkörper, Schiefkörper etc.) zugeordnet werden kann, als Koordinatenebene über diesem verallgemeinerten Körper bezeichnet. 